# Apsilophrys armata
Apsilophrys armata är en stekelart som först beskrevs av William Harris Ashmead 1888.  Apsilophrys armata ingår i släktet Apsilophrys och familjen sköldlussteklar. Inga underarter finns listade.